# ぼうえんきょう座PV型変光星
ぼうえんきょう座PV型変光星（ぼうえんきょうざPVがたへんこうせい）は、変光星総合カタログで確立された変光星の種類であり、PVTELという略称で表わされる。この型の変光星は、「ヘリウム超巨星のBp星であり、弱い水素の線と強いヘリウム及び炭素の線を持つもの」と定義される。つまり、これらの恒星の水素のスペクトル線は、スペクトル型Bの通常の恒星のものよりも弱く、ヘリウムと炭素の線はより強い。この型の変光星のプロトタイプ星は、ぼうえんきょう座PV星であり、小さいが複雑な光度の変化と視線速度の変動が起こる。ぼうえんきょう座PV型変光星は、通常のB型星と比べて著しく水素が不足しており、数時間から数年間の間隔で光度が変化する。2008年時点で、変光星総合カタログには、ぼうえんきょう座PV型変光星と確定した恒星が12個収録されている。